# Misty Upham
Misty Upham, née le 6 juillet 1982 à Kalispell dans le Montana aux États-Unis, et morte entre le 5 octobre 2014 à Auburn dans l'État de Washington aux États-Unis, est une actrice américaine.

## Biographie
Misty Anne Upham est originaire du peuple amérindien Pieds-Noirs dans le Montana mais a grandi à Seattle où elle débute dans une compagnie théâtrale amateur amérindienne. Après avoir un temps pensé à entrer dans les ordres, elle décide de se faire une carrière d'actrice.
Elle obtient son premier rôle important en 2009 avec Frozen River de Courtney Hunt pour lequel elle est nommée aux Independent Spirit Awards et aux Central Ohio Film Critics Association Awards dans la catégorie « Meilleure actrice de second rôle ». Grâce à ce rôle, elle incarne à partir de 2012 fréquemment des personnages d'origine amérindienne : elle tourne dans les films d'Arnaud Desplechin, de Quentin Tarantino, et de John Wells.
Le 5 octobre 2014, Misty Upham est portée disparue après que ses parents ont signalé son absence à la police : l'actrice aurait été vue pour la dernière fois la veille quittant l'appartement de sa sœur, dans l'État de Washington. Son père écrit le 12 octobre sur la page Facebook de l'actrice qu'elle souffre de trouble bipolaire, mais ne pense pas qu'elle pourrait tenter de se suicider, étant suivie médicalement et très entourée par sa famille. Le 16 octobre, un corps est retrouvé près de la White River (Washington) par la police, qui pense qu'il pourrait s'agir du corps de Misty Upham. Le lendemain, 17 octobre, le porte-parole de la famille de l'actrice confirme son décès.

## Filmographie
- 2002 : Skins de Chris Eyre – Mrs. Blue Cloud
- 2006 : Expiration Date de Rick Stevenson – la mère de Charlie
- 2009 : Frozen River de Courtney Hunt – Lila Littlewolf
- 2010 : The Dry Land de Ryan Piers Williams – Gloria
- 2011 : Mascots de Scott Aaron Hartmann – Karen
- 2013 : Django Unchained de Quentin Tarantino – Minnie
- 2013 : Jimmy P. (Psychothérapie d'un Indien des Plaines) d'Arnaud Desplechin – Jane
- 2013 : Every Other Second de Harrison Sanborn – Nurse Kelly
- 2013 : Un été à Osage County (August: Osage County) de John Wells – Johnna
- 2015 : Cake de Daniel Barnz Liz – Liz
- 2016 : Within : Dans les murs (Crawlspace) de Phil Claydon – Tina Walsh